# (1291) Phryne
(1291) Phryne es un asteroide perteneciente al cinturón de asteroides descubierto por Eugène Joseph Delporte el 15 de septiembre de 1933 desde el Real Observatorio de Bélgica, Uccle.

## Designación y nombre
Phryne se designó inicialmente como 1933 RA.
Posteriormente fue nombrado por Friné, una hetera griega del siglo IV a. C..

## Características orbitales
Phryne está situado a una distancia media de 3,013 ua del Sol, pudiendo alejarse hasta 3,295 ua. Su excentricidad es 0,0934 y la inclinación orbital 9,103°. Emplea en completar una órbita alrededor del Sol 1911 días.